# Delphinium burkei
Delphinium burkei är en ranunkelväxtart som beskrevs av Edward Lee Greene. Delphinium burkei ingår i släktet storriddarsporrar, och familjen ranunkelväxter. Inga underarter finns listade i Catalogue of Life.